# Albert Desenfans
Albrecht Constant (Albert) Desenfans (Genepiën, 24 januari 1845 - Eigenbrakel, 12 mei 1938) was een Belgisch beeldhouwer.

## Leven en werk
Desenfans studeerde aan de Académie des Beaux-Arts in Brussel, hij was leerling van Eugène Simonis. Hij was naast Thomas Vinçotte en Jef Lambeaux een van de beeldhouwers die meewerkten aan de beelden bij de Triomfboog in het Brusselse Jubelpark. Werken van hem zijn daarnaast onder andere te vinden in Brussel in de Kruidtuin en de Zavel en in het Josaphatpark in Schaarbeek. In zijn voormalige woonplaats Schaarbeek is een straat naar hem vernoemd.